# Gommiswald
Gommiswald es una comuna suiza del cantón de San Galo, ubicada en el distrito de See-Gaster. Limita al oeste y norte con la comuna de Ernetschwil, al noreste con Wattwil y Ebnat-Kappel, al este con Rieden, y al sur con Kaltbrunn.

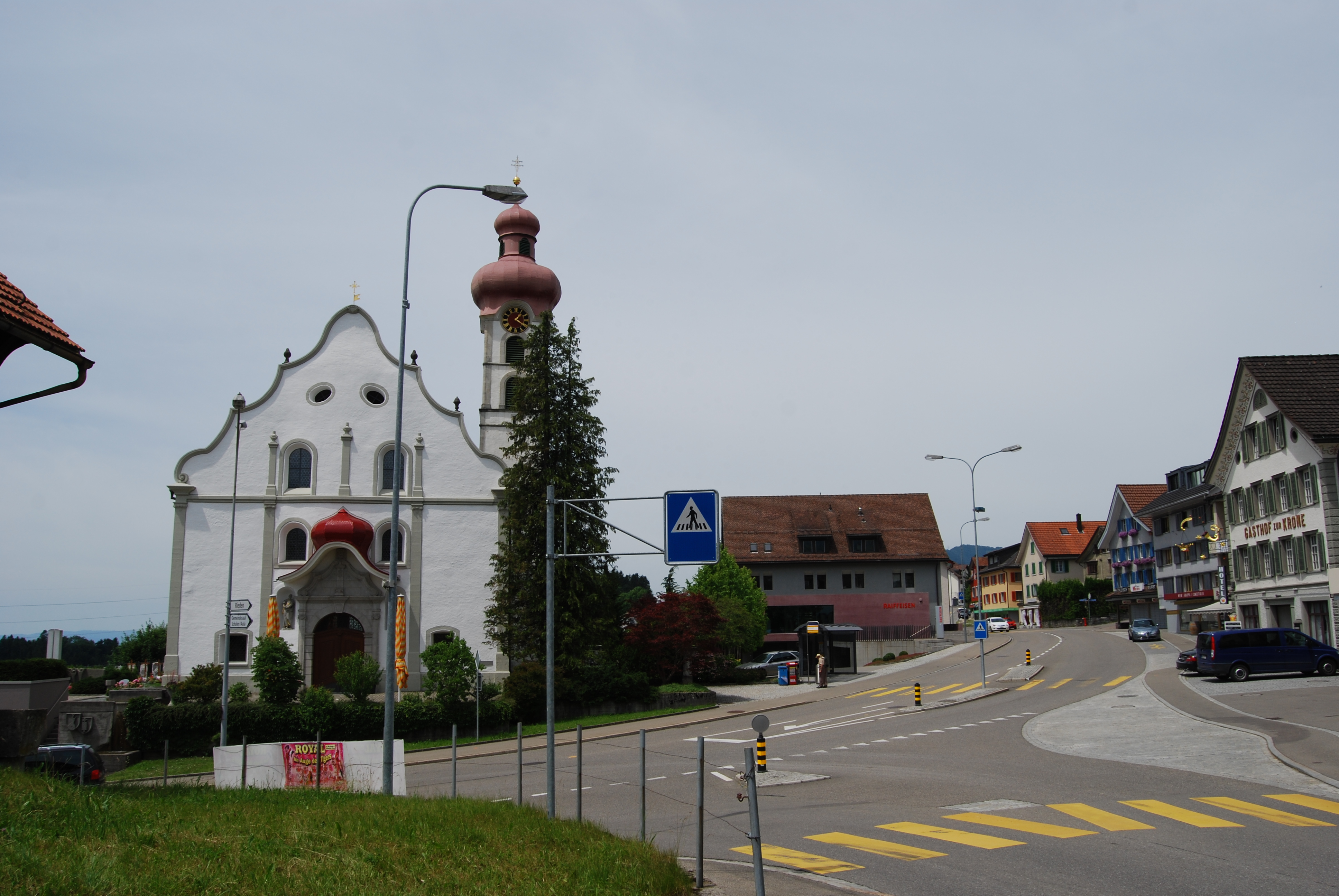
Gommiswald